# Marka (Oslo)
Marka er navnet på de skovklædte og kuperede områder omkring Norges hovedstad Oslo. Oslomarka, som defineret i Markaloven er navnet på de skovklædte og kuperede områder omkring Oslo (lov af 6. juni 2009 Nr. 35 i tilknytning til naturlige områder i Oslo og omkringliggende kommuner), placeret i 19 kommuner i fem fylker: Oslo, Akershus, Buskerud, Oppland og Østfold. Oslo har ca. 310 km ² skov indenfor sine grænser. Akershus har ca. 850 km ², fordelt Asker, Bærum, Nittedal, Nannestad, Gjerdrum, Skedsmo, Lørenskog, Rælingen, Enebakk, Ski og Oppegård. Buskerud har cirka 325 kvadratkilometer, fordelt på kommuner Røyken, Lier, Hole og Ringerike. Oppland har ca. 210 km ² i Jevnaker og Lunner kommuner. Hobøl kommune i Østfold har et skovområde. Taget sammen skov ca. 1700 km ².
Marka består af ca. 2000 ejendomme. Den største er Løvenskiold-Vækerø med 430 km ², Oslo skov med 170 km ² og Losby Bruk med 43 km ². Mere end 1.800 af de 2.000 ejendomme er under 1.000 dekar. Den gennemsnitlige størrelse af disse er 200-300 dekar. Ca. 70% af området er privatejet. Resten er nogenlunde ligeligt fordelet mellem de kommunale skove og fælled. Staten ejer kun små områder i Oslomarka.
Ifølge tal fra Statens kartverk, blev registreret i 1583 boliger med beboelse året rundt i skoven. Der er flere etablerede samfund, herunder i Maridalen og Sørkedalen. Det er også registreret 3131 hytter / sommerhuse i skoven.

## Indenfor bygrænsen
Marka er en administrativ enhed i Oslo med 1.615 indbyggere (1. januar 2009) i tillæg til Oslos 15 bydele, men er i tillægg til Sentrum, et specifikt område uden bydels status inden Oslo kommune.
Marka er et større rekreationstilbud til befolkningen i Oslo, og af beskyttelse af "Markagrænsen" (værner skovområderne i Marka mod bebyggelse) som stort set er blevet håndhævet meget strengt af Oslos politikere. Selv om områderne ofte brugt som et rekreativt område, især i weekenden, faunaen omfatter flere arter, såsom los, bæver, elg og rådyr.
Marka, med sine fiskerige søer byder på rige muligheder for fiskeri, og der drives fiskekultivering.
Der er mange turveje i Marka, for ture sommer og vinter, på ski (Langrend) og til fods.

## Områder
Oslomarka deles ind i følgende områder (se illustration):
- Kjekstadmarka
- Vestmarka
- Krokskogen
- Bærumsmarka
- Nordmarka
- Romeriksåsen
- Lillomarka
- Gjelleråsen
- Østmarka
- Sørmarka

Af disse er Vestmarka, Romeriksåsene og Sørmarka næsten i sin helhed beliggende udenfor Oslo bys grænser.

## Kort
- Claus Henrik Peter Lund (Norges Geografiske Opmaaling), Kart over Nordmarka, 1825.
- Topografisk kart over Norge, Blad 19B Hønefoss. Udgivet af den geografiske Opmaaling, 1872. 1:100.000
- Kart over Kristiania Omegn Blad I-VI, Udgivet af den geografiske Opmaaling, 1882. 1:25.000
- Ernst Bjerknes, "Nordmarken og Sørkedalen for Skiløbere og Turister". 1: 30 000, ekv. 20 meter. Kartet ble trykt ved "Den private Opmaalings Anstalt" i Kristiania, 1890 ("Verdens første skikart")
- Skikart over Nordmarken, utarbeidet av Kristian Petersen, Olaf Norlis Forlag, Kristiania. 1:50.000